# مک‌لارن ام‌پی۵/۴
مک‌لارن ام‌پی۵/۴ (به انگلیسی: ‎McLaren MP4/5‎) مک‌لارن ام‌پی۵/۴بی (به انگلیسی: ‎McLaren MP4/5B‎) خودروهایی مسابقه‌ای فرمول یک بودند که توسط استیو نیکولز، نیل اوتلی و گوردون مورای طراحی شدند و توسط مک‌لارن اینترنشنال برای شرکت در مسابقات فرمول یک فصل‌های ۱۹۸۹ و ۱۹۹۰ ساخته شدند. آیرتون سنا، آلن پروست و گرهارد برگر رانندگانی بودند که در این دو فصل با این خودروها رانندگی کردند.
پیشرانهٔ این دو خودرو از نوع وی۱۰ ‎۷۲°‎ با حجم ۳۴۹۰ سی‌سی بوده و جعبه‌دندهٔ آن‌ها ۶ دنده به‌صورت دستی بود.
این خودروها مجموعاً در ۳۲ مسابقه شرکت کردند و در این مسابقات ۱۶ بار به پیروزی دست یافتند. همچنین ۲۷ پول پوزیشن با استفاده از این خودروها کسب شد و ۱۲ بار نیز سریع‌ترین زمان برای طی یک دور پیست توسط این دو خودرو به ثبت رسید.